# Danielle Collins

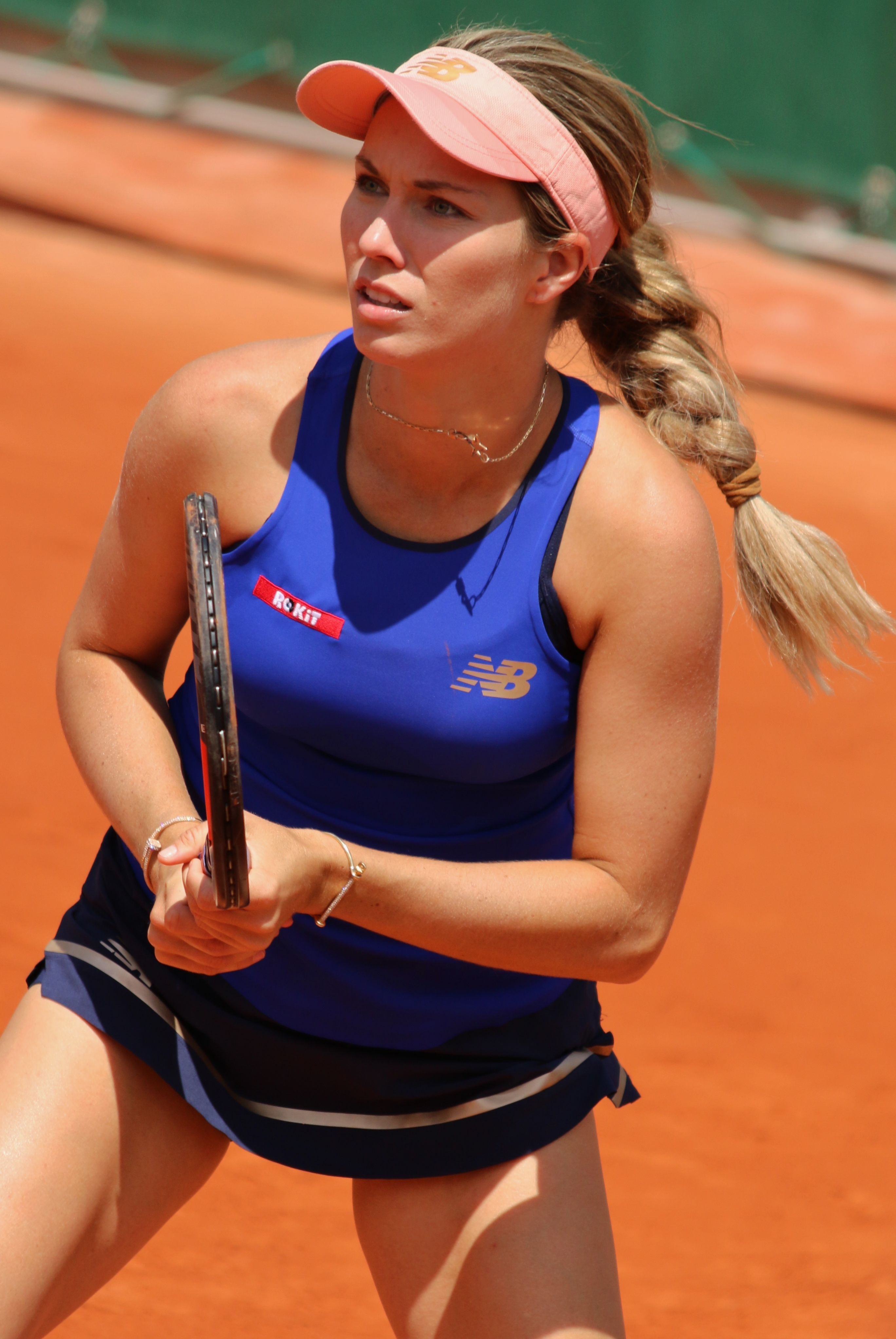
Roland Garros 2019

Danielle Rose Collins (Saint Petersburg, 13 december 1993) is een tennisspeelster uit de Verenigde Staten van Amerika. Zij begon op zesjarige leeftijd met tennis. Haar favoriete ondergrond is hardcourt. Zij speelt rechtshandig en heeft een tweehandige backhand. Zij is actief in het internationale tennis sinds 2009.

## Loopbaan
Collins debuteerde in 2009 op het ITF-toernooi van Lutz (VS). Zij stond in 2011 voor het eerst in een finale, op het ITF-toernooi van Williamsburg (VS) – hier veroverde zij haar eerste titel, door de Russin Nika Kukharchuk te verslaan. Tot op heden(april 2024) won zij vier ITF-titels, de meest recente in 2017 in Norman (VS).
Collins was tot 2022 weinig actief in het dubbelspel.
Collins studeerde van 2012 tot 2016 aan de Universiteit van Virginia in Charlottesville en werd bij haar tennistraining gecoacht door twee sportmedewerkers van de universiteit. In 2014 speelde zij op het US Open door het verkrijgen van een wildcard. In de eerste ronde trof zij de als tweede geplaatste Simona Halep, van wie zij één set (in de tiebreak) wist te winnen, maar die in de rest van de partij te sterk voor haar was.
In 2018 won Collins haar eerste WTA-titel, op het toernooi van Newport Beach – in de finale tegen Russin Sofja Zjoek kwam zij terug van een set achterstand, om in drie sets te zegevieren. In maart 2018 kwam zij binnen in de top 100 – drie weken later stond zij al in de top 50, na het bereiken van de halve finale op het WTA-toernooi van Miami.
Eind december 2018 werd Stijn de Gier uit 's-Hertogenbosch haar tweede tenniscoach, naast de Amerikaan Mat Cloer.
In februari 2021 versloeg Collins de regerend nummer één, de Australische Ashleigh Barty, tijdens de tweede ronde van het WTA-toernooi van Adelaide. In juli won zij haar tweede WTA-titel, op het toernooi van Palermo – in de finale versloeg zij de Roemeense Elena Gabriela Ruse. Enkele weken later volgde de derde toernooi-overwinning, in San José – in de eindstrijd overtroefde zij Russin Darja Kasatkina.
In januari 2022 bereikte Collins voor het eerst een grandslamfinale, op het Australian Open – zij verloor de eindstrijd van Ashleigh Barty, die daarmee revanche nam voor Adelaide 2021. Collins steeg hiermee naar de tiende positie op de wereldranglijst. In juli 2022 ging zij naar de zevende plaats. Op Wimbledon bereikte zij in het dubbelspel met landgenote Desirae Krawczyk de halve finale.
In april 2023 won Collins haar eerste dubbelspeltitel, op het WTA 500-toernooi van Charleston terug samen met Desirae Krawczyk.
In maart 2024 won Collins haar vierde WTA-titel, op het WTA 1000-toernooi van Miami – in de finale versloeg zij de Kazachse Jelena Rybakina, het nummer vier van de wereldranglijst. Collins, die zelf op plek 53 van de ranglijst stond, werd hiermee de laagst geplaatste speelster ooit die het toernooi in Miami won. Een week later won zij haar vijfde titel, op het WTA 500-toernooi van Charleston.

### Tennis in teamverband
In de periode 2019–2023 maakte Collins deel uit van het Amerikaanse Fed Cup-team – zij behaalde daar een winst/verlies-balans van 7–3.

## Posities op deWTA-ranglijst
Positie per einde seizoen:
| jaar | rang enkelspel | rang dubbelspel |
| ---- | -------------- | --------------- |
| 2011 | 608            | –               |
|      |                |                 |
| 2014 | 950            | –               |
|      |                |                 |
| 2016 | 299            | 1008            |
| 2017 | 167            | 526             |
| 2018 | 36             | 410             |
| 2019 | 31             | 102             |
| 2020 | 45             | 96              |
| 2021 | 29             | 488             |
| 2022 | 14             | 287             |
| 2023 | 55             | 84              |

## Resultaten grandslamtoernooien
| Legenda | Legenda                          |
| ------- | -------------------------------- |
| g.t.    | geen toernooi gehouden           |
| l.c.    | lagere categorie                 |
| –       | niet deelgenomen                 |
| G       | uitgeschakeld in de groepsfase   |
| 1R      | uitgeschakeld in de eerste ronde |
| 2R      | uitgeschakeld in de tweede ronde |
| 3R      | uitgeschakeld in de derde ronde  |
| 4R      | uitgeschakeld in de vierde ronde |
| KF      | uitgeschakeld in de kwartfinale  |
| HF      | uitgeschakeld in de halve finale |
| F       | de finale verloren               |
| W       | het toernooi gewonnen            |
| w-v     | winst/verlies-balans             |

### Enkelspel
| Australian Open | –  | –  | –  | HF | 2R   | 2R | F  | 3R | 2R |
| Roland Garros   | –  | –  | 1R | 2R | KF   | 3R | 2R | 1R |    |
| Wimbledon       | –  | –  | 1R | 3R | g.t. | 2R | 1R | 2R | 4R |
| US Open         | 1R | 1R | 1R | 2R | 1R   | 3R | 4R | 2R |    |

### Vrouwendubbelspel
| toernooi        | 2018 | 2019 | 2020 | 2021 | 2022 | 2023 | 2024 |
| --------------- | ---- | ---- | ---- | ---- | ---- | ---- | ---- |
| Australian Open | –    | 1R   | 2R   | –    | 3R   | 1R   | 1R   |
| Roland Garros   | –    | 2R   | –    | 1R   | 1R   | 1R   |      |
| Wimbledon       | 1R   | KF   | g.t. | –    | HF   | 1R   | –    |
| US Open         | 2R   | 3R   | –    | –    | –    | 2R   |      |

### Gemengd dubbelspel
| toernooi        | 2018 | 2019 |    | 2023 |
| --------------- | ---- | ---- | -- | ---- |
| Australian Open | –    | 1R   | –  |      |
| Roland Garros   | –    | –    | –  |      |
| Wimbledon       | –    | –    | –  |      |
| US Open         | 1R   | 1R   | 1R |      |

## Palmares
| Legenda                 |
| ----------------------- |
| Grandslamtoernooi       |
| Olympische Spelen       |
| Year-End Championships  |
| Premier Mandatory       |
| Premier Five / WTA 1000 |
| Premier / WTA 500       |
| International / WTA 250 |
| Challenger / WTA 125    |

### Overwinningen op een regerend nummer 1
Collins heeft tot op heden éénmaal een partij tegen een op dat ogenblik heersend leider van de wereldranglijst gewonnen (peildatum 24 februari 2021):
| nr. | datum      | toernooi     | ronde        | tegenstandster | score    |         |
| --- | ---------- | ------------ | ------------ | -------------- | -------- | ------- |
| 1.  | 2021-02-24 | WTA Adelaide | tweede ronde | Ashleigh Barty | 6-3, 6-4 | details |

### WTA-finaleplaatsen enkelspel
| nr.              | finale     | toernooi          | ondergrond | tegenstandster      | score         |         |
| ---------------- | ---------- | ----------------- | ---------- | ------------------- | ------------- | ------- |
| gewonnen finales |            |                   |            |                     |               |         |
| 1.               | 2018-01-28 | WTA Newport Beach | hardcourt  | Sofja Zjoek         | 2-6, 6-4, 6-3 | details |
| 2.               | 2021-07-25 | WTA Palermo       | gravel     | Elena Gabriela Ruse | 6-4, 6-2      | details |
| 3.               | 2021-08-08 | WTA San José      | hardcourt  | Darja Kasatkina     | 6-3, 6-7, 6-1 | details |
| 4.               | 2024-03-30 | WTA Miami         | hardcourt  | Jelena Rybakina     | 7-5, 6-3      | details |
| 5.               | 2024-04-07 | WTA Charleston    | gravel     | Darja Kasatkina     | 6-2, 6-1      | details |
| verloren finales |            |                   |            |                     |               |         |
| 1.               | 2022-01-29 | Australian Open   | hardcourt  | Ashleigh Barty      | 3-6, 6-7      | details |
| 2.               | 2024-05-25 | WTA Straatsburg   | gravel     | Madison Keys        | 1-6, 2-6      | details |

### WTA-finaleplaatsen vrouwendubbelspel
| nr.              | finale     | toernooi       | ondergrond | partner          | tegenstandsters                       | score             |         |
| ---------------- | ---------- | -------------- | ---------- | ---------------- | ------------------------------------- | ----------------- | ------- |
| gewonnen finales |            |                |            |                  |                                       |                   |         |
| 1.               | 2023-04-09 | WTA Charleston | gravel     | Desirae Krawczyk | Giuliana Olmos Ena Shibahara          | 0-6, 6-4, [14-12] | details |
| verloren finales |            |                |            |                  |                                       |                   |         |
| 1.               | 2023-09-16 | WTA San Diego  | hardcourt  | Coco Vandeweghe  | Kateřina Siniaková Barbora Krejčíková | 1-6, 4-6          | details |